# HL-20 Personnel Launch System

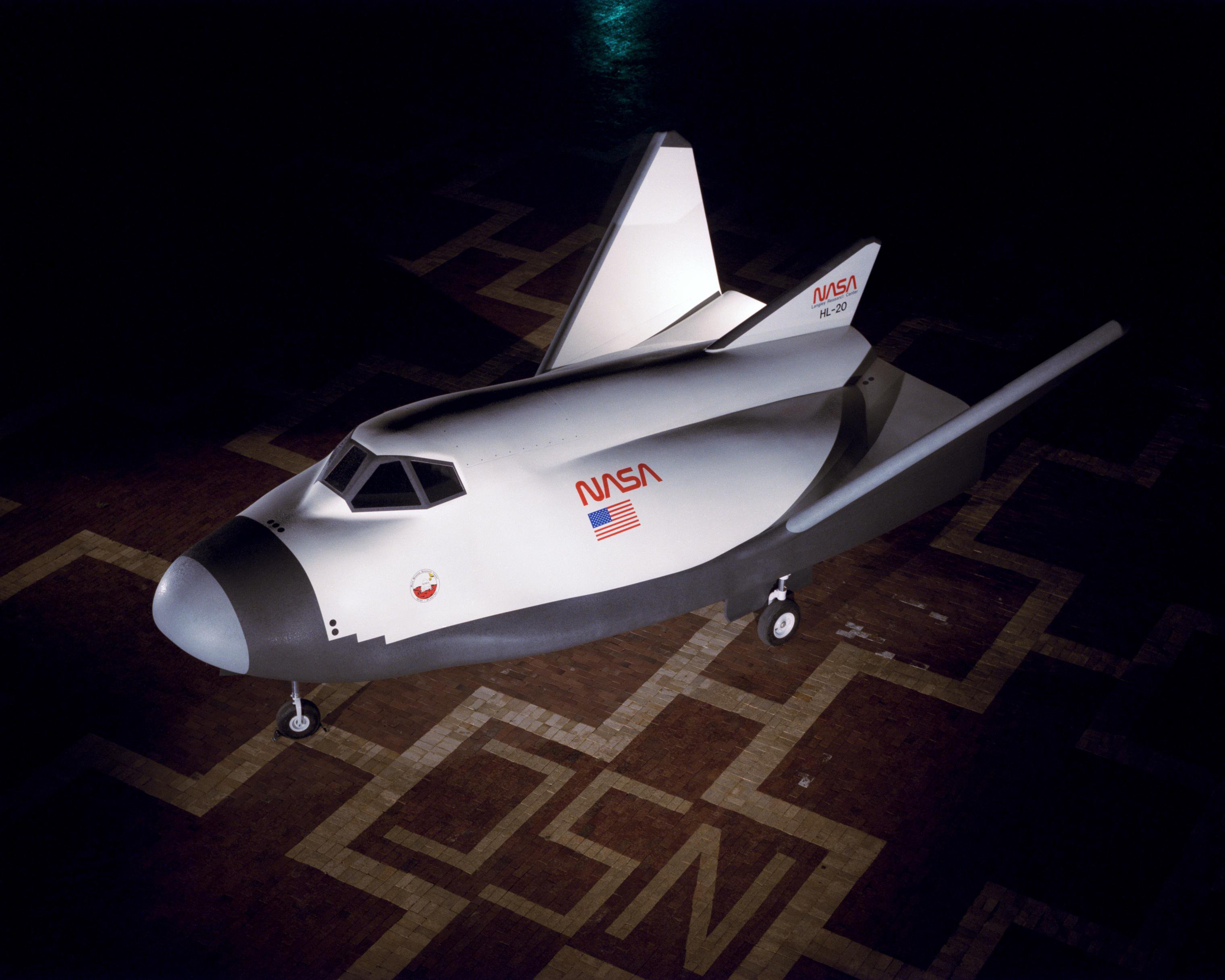
Modello artistico del HL-20 PLS

L’HL-20 Personnel Launch System è stato un concetto di spazioplano della NASA del 1990 circa per le missioni orbitali con equipaggio studiato dal Langley Research Center della NASA a Hampton in Virginia. Aveva un corpo portante ed era simile allo spazioplano sovietico BOR-4. I suoi obiettivi dichiarati erano di ottenere bassi costi operativi, migliorare la sicurezza del volo, e la possibilità di atterraggio su piste tradizionali. Nessun hardware di volo è stato costruito.

## Concetto del PLS
Con il crescente interesse nazionale ad ottenere l'accesso allo spazio di routine, una serie di sistemi di trasporto in orbita terrestre bassa sono stati oggetto di studio nella metà degli anni ‘80. Uno, indicato come Sistema di lancio del personale (PLS), avrebbe potuto utilizzare l'HL-20 e un sistema di lancio non riutilizzabile per consentire l'accesso con equipaggio allo spazio affiancandosi allo Space Shuttle. Un modello di ricerca di ingegneria a grandezza naturale dell'HL-20 è stato costruito nel 1990 dagli studenti e docenti del North Carolina State University e North Carolina A&T University per studiare la disposizione dei posti dell'equipaggio, l'abitabilità, il layout delle dotazioni e l'ingresso e l'uscita dell'equipaggio. Questo modello di ricerca ingegneristica lungo 9 m è stato utilizzato al Langley per definire la delimitazione esterna ed interna dell'HL-20 e per studiarne l'utilizzo.
La missione del PLS era il trasporto di persone e piccole quantità di merci in orbita terrestre bassa, vale a dire un piccolo taxi spaziale. Anche se mai approvato per lo sviluppo, lo spazioplano PLS è stato pensato come un complemento per lo Space Shuttle ed era considerato un'aggiunta alla capacità di lancio con equipaggio degli Stati Uniti per tre motivi principali:
- Accesso allo spazio con equipaggio assicurato. Nell'era della Stazione spaziale Freedom e le successive missioni della Space Exploration Initiative (SEI), è imperativo che gli Stati Uniti abbiano un mezzo alternativo per convincere la gente a trasportare piccoli carichi “preziosi” indipendentemente dallo Space Shuttle.
- Maggiore sicurezza dell'equipaggio. Diversamente dallo Space Shuttle, il PLS non avrebbe motori di propulsione principali o una grande stiva per il carico utile. Rimuovendo i grandi requisiti di carico utile durante lo svolgimento di missioni, il PLS sarebbe un piccolo veicolo compatto. È quindi più fattibile la progettazione di più modalità di interruzione per recuperare in sicurezza l'equipaggio durante le fasi critiche del lancio e rientro.
- Costi accessibili. Come piccolo veicolo progettato con le tecnologie disponibili, il PLS prevedeva di avere un costo di sviluppo basso. La semplificazione dei sottosistemi e un approccio aereo alle operazioni di terra e di volo del PLS poteva anche ridurre notevolmente i costi di funzionamento.

Due disegni che sono stati presi in considerazione per PLS differivano nelle loro caratteristiche aerodinamiche e capacità di missione:
- un approccio al Johnson Space Center utilizzava una forma a cono smussato (simile all'Apollo CSM), che incorporava un sistema di paracadute per atterrare;
- il centro di ricerca Langley ha proposto un corpo a sollevamento che potrebbe permettere di atterrare su una pista di atterraggio convenzionale durante il rientro

## Sviluppo del corpo portante

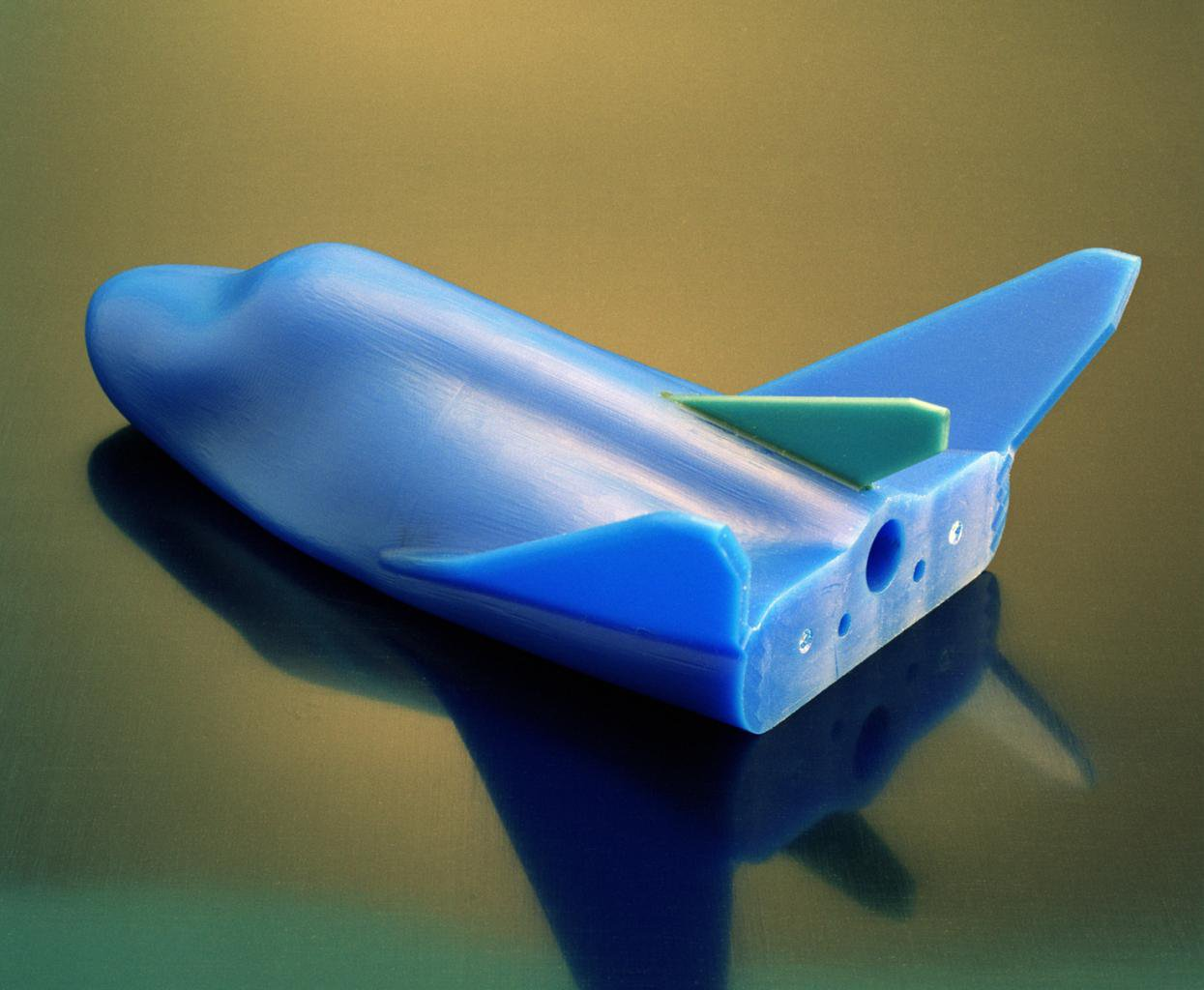
Modello di cera

Anticipando la progettazione dello Space Shuttle, più veicoli a corpo portante come M2-F2, M2-F3, HL-10, X-24A, e X-24B sono stati fatti volare da piloti collaudatori dal 1966 fino al 1975. L'M2-F2 e HL-10 sono stati proposti nel 1960 per trasportare 12 persone ad una stazione spaziale dopo il lancio su un Saturn IB. Il concetto HL-10 PLS si è evoluto da queste prime forme, ed è stato ulteriormente influenzato dai Cosmos 1445 e Cosmos 1374 sovietici e successivamente dal MiG-105. La denominazione "HL" sta per horizontal lander (lander orizzontale) e "20" riflette coinvolgimento a lungo termine di Langley con il concetto di corpo portante, tra cui il Northrop HL-10.
Una navetta a corpo portante avrebbe diversi vantaggi rispetto ad altre forme. Con le caratteristiche di portamento più elevate durante tutto il volo di ritorno dall'orbita, il veicolo può raggiungere meglio la superficie, e il numero di opportunità a disposizione per l'atterraggio in siti specifici sarebbe aumentato. La massima gravità a cui sarebbe sottoposto l'equipaggio è di circa 1,5 G. Questo è importante quando ritornano membri dell'equipaggio della stazione spaziale malati, feriti, o decondizionati. Sarebbero possibili piste di atterraggio gommate, che consentirebbero un recupero di precisione in molti siti di tutto il mondo, tra cui il Kennedy Space Center.

## Missioni proposte

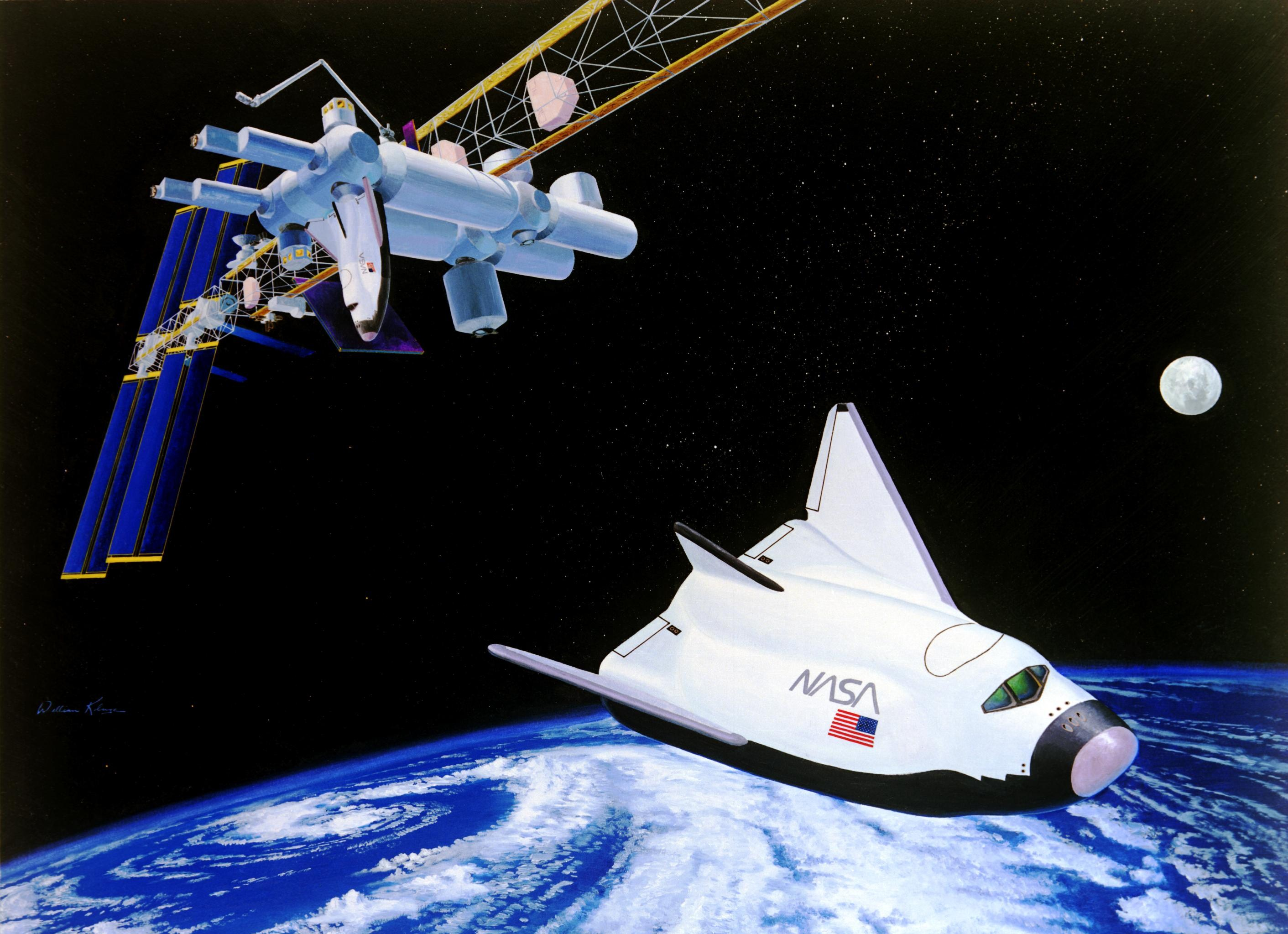
Rendering artistico di un possibile ritorno dalla Stazione Spaziale

In origine, la consegna degli equipaggi alla stazione spaziale Freedom sarebbe stata la missione primaria di un PLS. Per la missione di base alla stazione spaziale, a seconda del modello la dimensione dell'equipaggio sarebbe tra otto e dieci membri.
Una tipica missione dell'HL-20 sarebbe cominciata al Kennedy Space Center con la HL-20 in fase di elaborazione orizzontale in un impianto di costruzione del veicolo, mentre un veicolo di lancio non riutilizzabile sarebbe stato costruito in verticale in una struttura separata. Il veicolo di lancio e l'HL-20 sarebbero stati accoppiati sulla piattaforma di lancio e la sequenza di lancio sarebbe stata avviata al passaggio della stazione spaziale sopra il sito di lancio.
Dopo il lancio, l'HL-20 doveva inizialmente entrare in una orbita bassa di 200 km inseguendo la stazione spaziale per poi arrivare fino alla stazione spaziale ad un'altitudine di 410 km. Dopo il rendezvous e l'attracco con la Stazione Spaziale Freedom, gli equipaggi sarebbero stati scambiati e l'HL-20 avrebbe decelerato per tornare sulla Terra.
L'HL-20 sarebbe atterrato orizzontalmente su una pista simile a quella dello Space Shuttle. La durata totale della missione era di 72 ore.
Altre missioni potenziali definite per un PLS inclusero il salvataggio orbitale di astronauti bloccati, missioni di consegna di prioritarie e di osservazione, e missioni di manutenzione satellitare. Per queste altre missioni, il disegno di base HL-20 rimarrebbe immutato, ma i sottosistemi e la disposizione interna verrebbero modificati in base alle sistemazioni dell'equipaggio, la durata, e le attrezzature necessarie per la missione specifica.

## Le caratteristiche del design

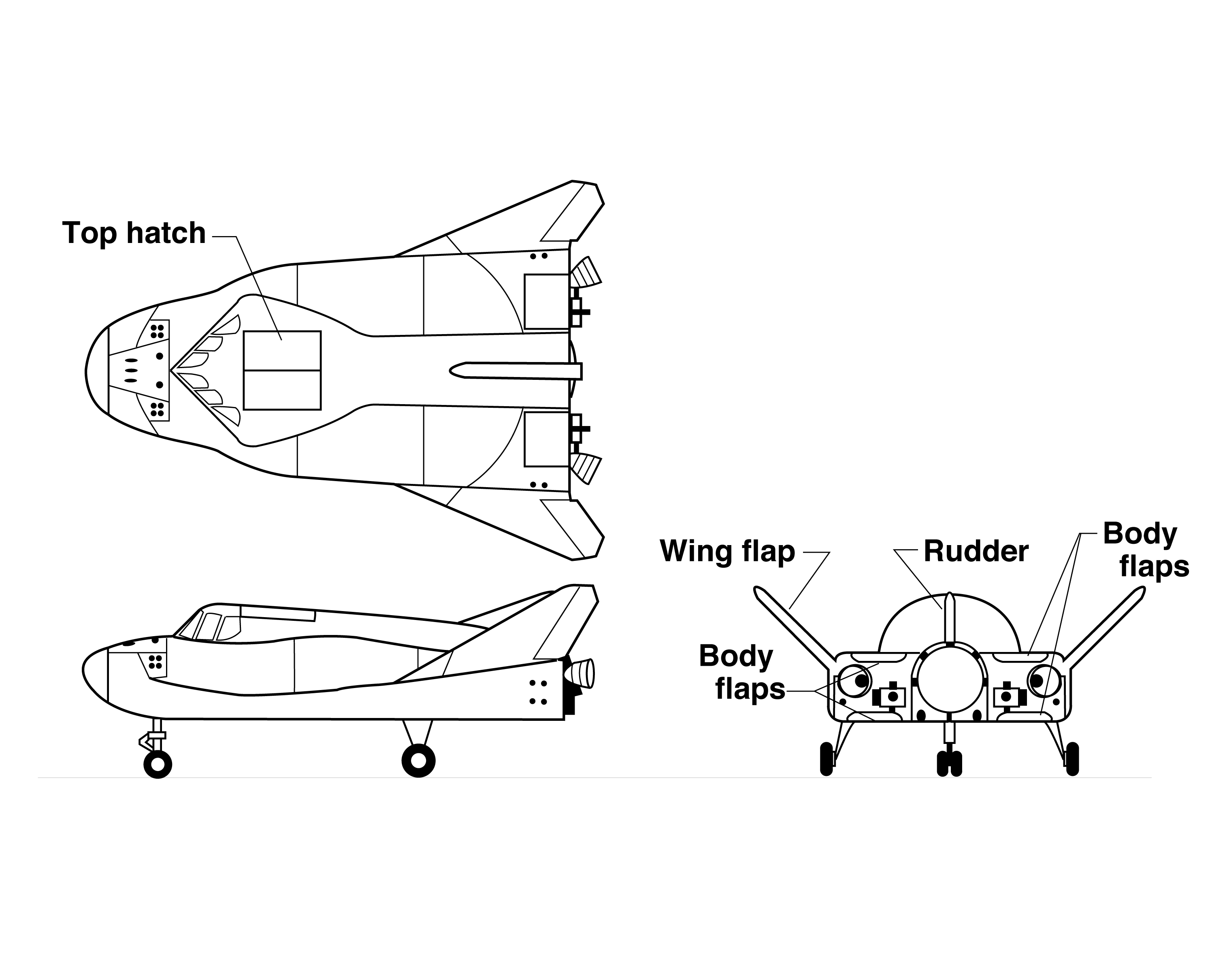
Schema del veicolo

Il concetto di HL-20 PLS è adattabile a diversi concetti di veicolo di lancio. Il Titan III era un sistema esistente che avrebbe potuto essere utilizzato per il lancio del prototipo senza pilota o con modifiche, per lanciare un equipaggio. Una futura opzione di sistema di lancio sarebbe stata il Sistema Nazionale di Lancio in fase di studio dall'Air Force e NASA nel 1990. La scelta di un sistema di lancio per gli HL-20 PLS dipenderebbe sia dalla data richiesta per le operazioni PLS che dal costo del lanciatore e dei lanci.
Il concetto di HL-20 PLS era quello di completare lo Space Shuttle con mezzi di trasporto con equipaggio affidabili al costo più basso. L'equipaggio è stato di estrema importanza con il progetto sottolineando la sicurezza dell'equipaggio dell'HL-20 durante lanci abortiti e il recupero del veicolo. Altri requisiti erano concentrati sulla riduzione dei costi del ciclo di vita del sistema assicurando operazioni semplici, di produzione a basso costo, e ad alto potenziale di utilizzo. Non compreso il tempo della missione, i tempi di consegna dovevano essere di 43 giorni.
Con una lunghezza complessiva di circa 9 m e apertura alare di 7,2 m, l'HL-20 sarebbe stato un veicolo molto più piccolo dell'Orbiter dello Space Shuttle; potrebbe andare bene all'interno della baia di carico dello Shuttle con le ali piegate. La proiezione della massa a vuoto dell'HL-20 era di 10000 kg rispetto a quella dello Space Shuttle Orbiter di 84.000 kg. La cabina di guida, anche se più piccola di quella dello Shuttle, supererebbe quella dei piccoli business jet aziendali odierni.
Un focus sulla facilità di manutenzione ridurrebbe i costi di gestione degli HL-20 PLS. Il veicolo è disposto in posizione orizzontale, e i suoi grandi pannelli di accesso esterni consentirebbero un facile accesso ai sottosistemi, consentendo una facile manutenzione o sostituzione. La selezione e la progettazione di questi sottosistemi starebbero a sottolineare la semplicità e la riduzione delle esigenze di manutenzione: per esempio, i sistemi idraulici verrebbero sostituiti da controlli completamente elettrici. Inoltre, a differenza dello Space Shuttle, l'HL-20 non avrebbe una stiva di carico o un motore di propulsione principale, e il suo sistema di protezione termica, simile alla combinazione dello Space Shuttle di piastrelle e rivestimenti ablativi, sarebbe molto più veloce da controllare e mantenere a causa delle dimensioni molto più piccole dell'HL-20. Queste modifiche di progettazione e la semplificazioni dei sottosistemi, insieme con l'adozione delle filosofie di manutenzione degli aerei, potrebbero a ridurre le ore uomo per la preparazione a meno del 10 per cento del fabbisogno dello Space Shuttle Orbiter.
Per proteggere l'equipaggio durante un lancio abortito, l'HL-20 PLS incorporava diverse funzioni di sicurezza. La disposizione interna con un arrangiamento a scaletta che si schiude è stato progettato per consentire una rapida uscita dell'equipaggio durante emergenze sulla rampa di lancio. Per emergenze durante le quali l'equipaggio dovesse lasciare subito (incendio del veicolo o esplosione), l'HL-20, in un modo molto simile ai razzi del programma Apollo, sarebbe dotato di razzi di fuga di emergenza per spingere il PLS lontano. Una volta a distanza di sicurezza, tre paracadute di emergenza sarebbero stati aperti per rallentare la discesa del veicolo nell'oceano. Al momento dell'ammaraggio, i dispositivi di galleggiamento gonfiabili assicureranno almeno uno dei due portelli sopra l'acqua e permettendo all'equipaggio l'uscita dal veicolo.

## Sforzi nel contratto

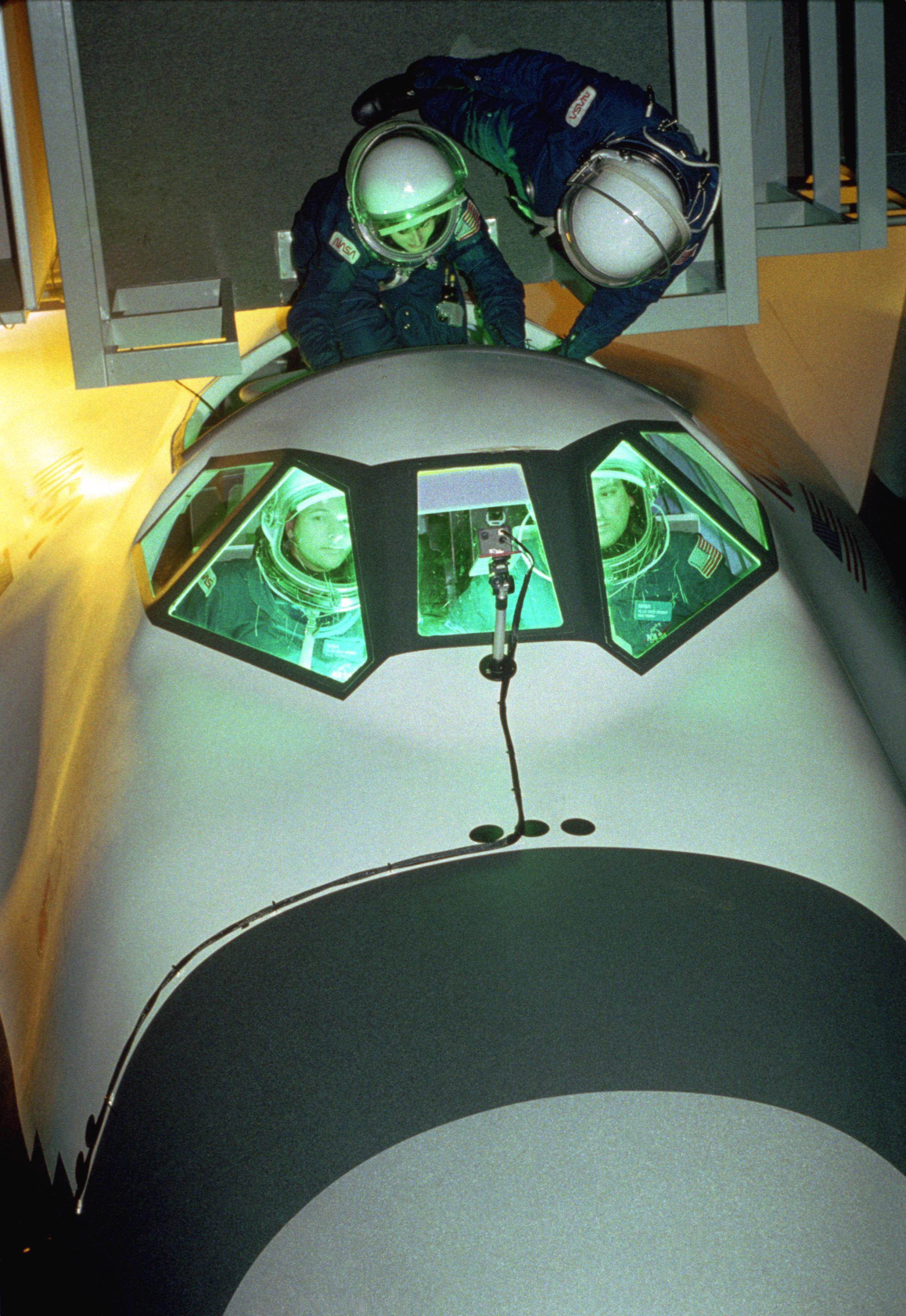
Un test al Langley Research Center

Nel mese di ottobre 1989, Rockwell International Space Systems Division ha iniziato un contratto lungo un anno gestito dal Langley Research Center per eseguire uno studio approfondito sul design PLS e sulle operazioni con il concetto HL-20 come base per lo studio. Utilizzando un approccio ingegneristico concordante, la Rockwell ha costruito un design supportabile ed efficienti misure di progettazione e operazioni in definizione di un progetto dettagliato e conveniente con una valutazione del piano di produzione e delle operazioni. Uno dei principali risultati di questo studio era la consapevolezza che, mentre la progettazione e i fattori tecnologici potrebbero ridurre i costi di un nuovo sistema di trasporto spaziale con equipaggio, ulteriori risparmi significativi sarebbero possibili solo se fosse stata adottata una nuova filosofia nelle operazioni che trattavano del PLS in modo simile a un aereo di linea operativo, piuttosto di un progetto di ricerca e sviluppo del veicolo spaziale.
Nell'ottobre 1991, la Lockheed Advanced Development Company ha iniziato uno studio per determinare la possibilità di sviluppare un prototipo del sistema operativo. I suoi obiettivi erano valutare caratteristiche tecniche, determinare i requisiti di qualificazione di volo, e sviluppare le stime dei costi e pianificazione.
Un accordo di cooperazione tra la NASA, la North Carolina State University e la North Carolina A & T University ha portato alla costruzione di un modello in scala della HL-20 PLS per ulteriori ricerche sui fattori umani di questo concetto. Gli studenti di università, con requisiti forniti da Langley e guidati da istruttori universitari, hanno progettato il modello di ricerca durante il semestre primaverile del 1990 con costruzione durante l'estate. Il modello risultante è stato utilizzato per valutare i fattori umani, quali l'ingresso dell'equipaggio e le operazioni di uscita, il volume per l'equipaggio e le modalità di abitabilità, e i requisiti di visibilità durante le operazioni di attracco e di atterraggio.

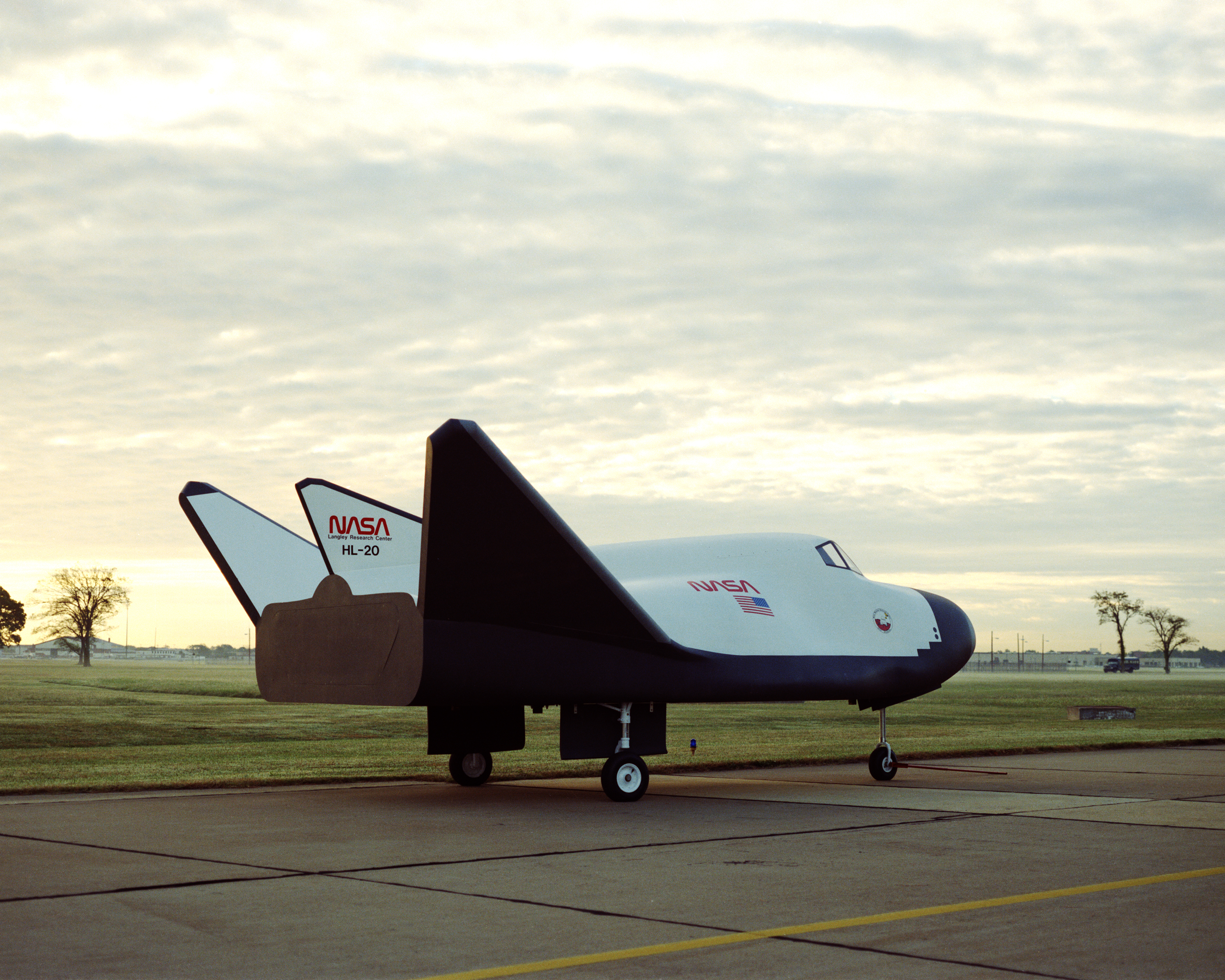
Mockup non volante costruito nel 1990 al Langley Research Center

La sperimentazione, avvenuta tramite volontari al Langley Research Center, è stata completata nel mockup dell'HL-20 nel dicembre 1991. Dei volontari del Langley, hanno indossato abiti non pressurizzati di volo e caschi, ed hanno effettuato di test con il veicolo posto orizzontalmente e verticalmente.
Lo studio orizzontale ha rilevato, per esempio, che un equipaggio di 10 membri ha adeguato volume per l'ingresso e l'uscita rapida e ordinata; il volume disponibile e la vicinanza agli altri sono stati più che ragionevolmente accettabili per un equipaggio di 10 membri; più spazio laterale a testa era desiderabile per l'ultima fila di sedili per ospitare qualcuno più alto di 1,70 m; un corridoio ampio, con sedili removibili e più formazione potrebbe migliorare le capacità e le prestazioni del personale di emergenza; più capacità di visualizzazione in basso per il pilota era desiderabile. Il design del display della cabina di guida e la sede dovevano essere integrati con il posizionamento della finestra.
Test del HL-20 in posizione verticale orientato per un lancio ha posto una nuova serie di fattori. Per entrare e uscire era richiesta un'arrampicata attraverso un portello e verso l'alto o il basso di una scala. In modalità orizzontale, i membri dell'equipaggio camminavano in un corridoio attraverso la coda, che sarebbe stato il percorso di uscita-ingresso ad una stazione spaziale o a terra su una pista di atterraggio.
Tute parzialmente pressurizzate, prese in prestito dal Johnson Space Center di Houston, sono state utilizzati per una parte dello studio. I partecipanti hanno notato meno spazio per la testa e un movimento limitato con abiti più ingombranti e pesanti.
Gli studi sui fattori umani hanno mostrato dove erano desiderabili miglioramenti nella linea di base HL-20. I miglioramenti dovrebbero avere avuto un impatto minimo sulla forma del veicolo complessivo o sulle prestazioni aerodinamiche.

## Eredità
La navetta Dream Chaser è basata sul disegno HL-20 di corpo portante. È stata sviluppata da SpaceDev nel 2004 per la concorrenza nel programma Commercial Orbital Transportation Services ed è stato sviluppato da Sierra Nevada Corporation per il programma Commercial Crew Development che ha perso.
Orbital Sciences Corporation ha anche proposto un derivato dall'HL-20 per il secondo round di finanziamenti CCDev, il veicolo spaziale Prometheus.
Entrambi i veicoli sono stati proposti da lanciare in cima a un veicolo di lancio Atlas V con equipaggio senza carenatura.